# Sun Goes Down (Robin Schulz)
Sun Goes Down is een nummer van de Duitse deephouse-dj Robin Schulz uit 2014, ingezongen door de Britse zangeres Jasmine Thompson. Het is de vierde en laatste single van Schulz' debuutalbum Prayer.
Het nummer werd een grote hit in het Duitse taalgebied, en een bescheiden hit in de rest van Europa. In Duitsland haalde het nummer de 2e positie. In Nederland bleef het nummer echter steken op een 13e positie in de Tipparade, maar in de Vlaamse Ultratop 50 was het wel weer succesvol met een 6e positie.